# Fjällvidebagge
Fjällvidebagge (Phratora polaris), är en skalbaggsart som först beskrevs av Sparre Schneider 1886. Fjällvidebagge ingår i släktet Phratora, och familjen bladbaggar. Arten är reproducerande i norra Sverige.